# Ben (stad i Iran)
Ben (persiska: بِن) är en ort i Iran. Den ligger i provinsen Chahar Mahal och Bakhtiari, i den centrala delen av landet, 2 187 meter över havet.
Ben är administrativ huvudort för delprovinsen (shahrestan) Ben.
Närmaste större samhälle är Saman, 19 km sydost om Ben.